# Elf-Julistraat

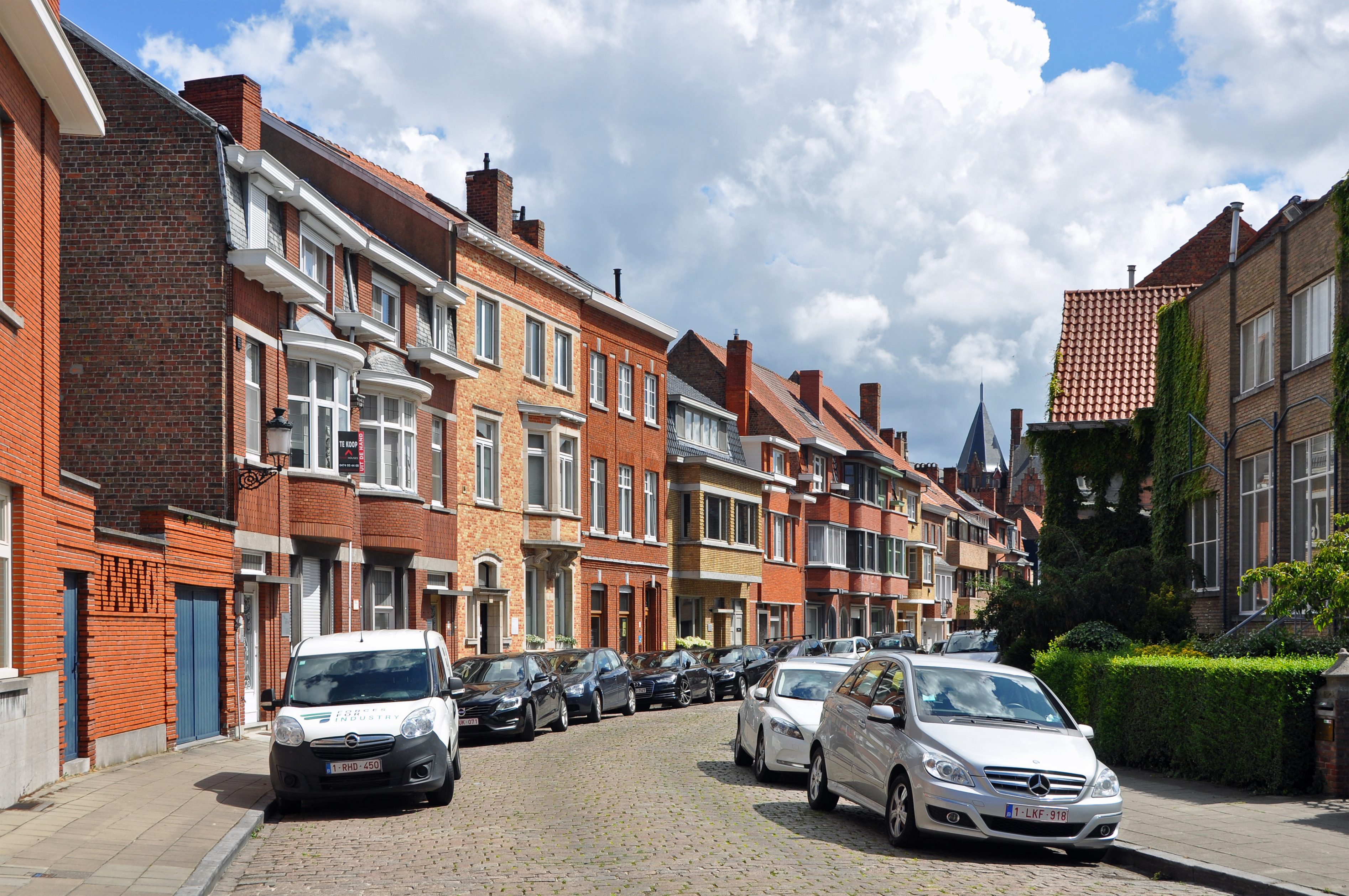
De Elf-Julistraat gezien vanuit de Koningin Elisabethlaan

De Elf-Julistraat is een straat in het Ezelstraatkwartier in Brugge.

## Beschrijving
In het eerste kwart van de twintigste eeuw, werden gronden die tot dan door tuinbouwkwekers waren gebruikt, verkaveld. In 1890 werden de bestaande tuinbouwbedrijven van de 'Société Brugeoise' en van Edward Leys overgenomen en samengevoegd door tuinbouwer Edward Dumon. In 1932 ging de zaak failliet en werd de grond verkaveld. De nieuwe straat kreeg de naam Elf-Julistraat, als herdenking van de Slag der Gulden Sporen op 11 juli 1302.
De straat loopt van de Klaverstraat naar de Koningin Elisabethlaan. De bebouwing is vrij eenvormig en bestaat uit woonhuizen in art-deco-getinte stijl. Op de hoek van de Elf-Julistraat en de Koningin Elisabethlaan bouwde het echtpaar Edouard Dumon-Verriest in 1909 een kasteeltje, geïnspireerd op 17de-eeuwse barokarchitectuur. De ontwerper was hun zoon, ingenieur-architect Oscar Dumon, die er later ook ging wonen. Aan het huis gaf men de naam van Lanceloot Blondeel.